# Encarta
Encarta — електронна мультимедійна енциклопедія випускається корпорацією Майкрософт. Остання, якнайповніша версія Encarta Premium DVD 2008 (випущена в 2007 році) містить понад 68 тисяч статей, всіляку статистичну інформацію, безліч зображень, фрагментів відео, історичних карт, вбудований словник і інтерактивну карту світу (лише у комплекті premium; масштаб в 1 см 5 км, для районів мегаполісів більший), яка раніше випускалася окремим виданням (Microsoft Encarta World Atlas). Доступна підписка на щорічні DVD, що присилаються, або комплекти CD. Більшість статей доступна в Інтернеті (супроводиться показом реклами). Окрім англомовної версії, випускаються німецька, французька, іспанська, голландська, італійська і японська локалізації, а також бразильська (з 1999 р. не оновлюється). Вміст версій на різних мовах може відрізнятися. Зокрема, голландська версія містить статті місцевої енциклопедії Winkler Prins, виданої раніше.

## Історія
Майкрософт почала розробку енциклопедії, купивши права (non-exclusive) на видання Funk and Wagnalls Encyclopedia. Наприкінці 1990-х років були куплені Colliers Encyclopedia і New Merit Scholars Encyclopedia, вміст яких також був включений в Encarta.
Корпорація Майкрософт ініціювала «Encarta» під внутрішньою кодовою назвою «Gandalf».

## Інтернет-ресурси
- [Encarta у Wayback Machine (арх. 31 жовтня 2009)]